# Slatina, Plovdiv
Slatina (în bulgară Слатина) este un sat în comuna Karlovo, regiunea Plovdiv,  Bulgaria. 

## Demografie
Componența etnică a satului Slatina
     Turci (2,19%)
     Bulgari (80,31%)
     Romi (15,91%)
     Nicio identificare (1,57%)
La recensământul din 2011, populația satului Slatina era de 955 locuitori. Din punct de vedere etnic, majoritatea locuitorilor (80,31%) erau bulgari, existând și minorități de romi (15,91%) și turci (2,19%). Pentru 1,57% din locuitori nu este cunoscută apartenența etnică.